# 8031 Williamdana
8031 Williamdana è un asteroide della fascia principale. Scoperto nel 1992, presenta un'orbita caratterizzata da un semiasse maggiore pari a 2,2940815 UA e da un'eccentricità di 0,0629999, inclinata di 7,60889° rispetto all'eclittica.